# Кидър
Окръг Кидър (на английски: Kidder County) е окръг в щата Северна Дакота, Съединени американски щати. Площта му е 3711 km², а населението - 2482 души (2017). Административен център е град Стийл.